# Stavoprojekt
Stavoprojekt byla státní projekční organizace, součást Československých stavebních závodů, n. p., vzniklá znárodněním mnoha projekčních kanceláří a soukromých projektantů v roce 1948.

## Historie
Stavoprojekt vznikl v přímé souvislosti s událostmi okolo tzv. Vítězného února dne 2. září 1948 (STAVOPROJEKT, ČSSZ n. p. - PA 100), kdy byl jmenován jejím ředitelem Jiří Voženílek. Hospodářská a kulturní rada ÚV KSČ jej schválila na začátku prosince 1948. Stavoprojekt sdružil dobrovolně i nedobrovolně drtivou většinu všech architektů i projektantů v tehdejším Československu pod jednu střechu. Její název vymyslel architekt Otakar Nový. Stavoprojekt měl pod sebou tedy celou řadu dílčích krajských projektových ústavů (KPÚ). Později se krajské ústavy osamostatnily a staly se z nich akciové společnosti. Například Stavoprojekt Hradec Králové a.s. (IČO 46504702) měl pobočky v Trutnově, v Pardubicích, v Chocni a provoz v Jičíně.

### Osobnosti Stavoprojektu
Ve Stavoprojektu působili například
- Augustin Čermák,
- Karel Filsak,
- Josef Havlíček,
- František A. Krejčí,
- František Křelina,
- Libor Kudláček,
- Vladimíra Lesenská,
- Oldřich Liska,
- Jiří Novotný,
- Milada Petříková-Pavlíková,
- Karel Prager,
- Václav Rohlíček,
- Václav Roštlapil,
- Miroslav Spurný,
- Jiří Štursa,
- Zdeněk Vašata,
- Jan Zídka